# Ејмс (Оклахома)
Ејмс (енгл. Ames) град је у америчкој савезној држави Оклахома.

## Демографија
По попису из 2010. године број становника је 239, што је 40 (20,1%) становника више него 2000. године.
| Група             | 2000.       | 2010.       |
| Белци             | 190 (95,5%) | 222 (92,9%) |
| Афроамериканци    | 0 (0,0%)    | 1 (0,4%)    |
| Азијати           | 0 (0,0%)    | 0 (0,0%)    |
| Хиспаноамериканци | 9 (4,5%)    | 2 (0,8%)    |
| Укупно            | 199         | 239         |